# Byrrhinus ferax
Byrrhinus ferax är en skalbaggsart som beskrevs av Wooldridge 1993. Byrrhinus ferax ingår i släktet Byrrhinus och familjen lerstrandbaggar. Inga underarter finns listade i Catalogue of Life.